# Episodi di Dr. Katz, Professional Therapist (terza stagione)
La terza stagione della serie animata Dr. Katz, Professional Therapist, composta da 13 episodi, è stata trasmessa negli Stati Uniti, da Comedy Central, dal 6 ottobre 1996 al 9 marzo 1997.
In Italia la stagione è inedita.
| nº | Titolo originale   | Prima TV USA    |
| -- | ------------------ | --------------- |
| 1  | Monte Carlo        | 6 ottobre 1996  |
| 2  | Blind Date         | 13 ottobre 1996 |
| 3  | Fructose           | 20 ottobre 1996 |
| 4  | Earring            | 27 ottobre 1996 |
| 5  | Koppleman and Katz | 3 novembre 1996 |
| 6  | Guess Who          | 5 gennaio 1997  |
| 7  | Day Planner        | 12 gennaio 1997 |
| 8  | Studio Guy         | 19 gennaio 1997 |
| 9  | Mourning Person    | 26 gennaio 1997 |
| 10 | L'il Helper        | 2 febbraio 1997 |
| 11 | Big Fat Slug       | 9 febbraio 1997 |
| 12 | New Phone System   | 2 marzo 1997    |
| 13 | Reunion            | 9 marzo 1997    |